# 小行星21400
小行星21400（21400 Ahdout）是一颗绕太阳运转的小行星，为主小行星带小行星。该小行星于1998年3月20日发现。

## 轨道参数
小行星21400的轨道半长轴为2.3137463 UA，离心率为0.201。